# Ferrol (Filipinas)
Ferrol es un municipio de sexta clase en la provincia de Romblón, Filipinas. De acuerdo con el censo de 2015, en ese año tenía una población de 6.964 habitantes.

## Historia
Ferrol fue fundado en 1850 como un barrio del municipio de Odiongán por las autoridades coloniales españolas. Descubrieron el lugar a unos 10 kilómetros al sudoeste, tras haber perseguido a un convoy de piratas musulmanes que habían atacado Odiongán. Los españoles notaron la semejanza de la bahía cercana con la ría de Ferrol en España, cuya ciudad homónima fue el puerto de origen de la Armada Española en el noroeste de España, de ahí el nombre de la ciudad.[cita requerida]
En 1978, con el fin de consolidar los barangayes de Odiongán de lengua onhan en un único municipio, el asambleísta Nemesio Ganan Jr. fue autor de un proyecto de ley en el Congreso de Filipinas que creó Ferrol, junto con los barangayes de Agnocnoc, Bunsorán, Hinagomán, Tubigón y Claro M. Recto en un nuevo municipio. El 11 de junio de 1978, Ferrol se convirtió formalmente en el 16º municipio de Romblón en virtud del Decreto Presidencial N ° 1492, firmado por el presidente Ferdinand Marcos.

## Geografía
Ferrol se encuentra situado en la isla Tablas. Limita al norte con Odiongán, al oeste con el estrecho de Tablas, al este con Santa María y al sur con Looc. Tiene una superficie total de 26,72 km².

### Barangayes
Ferrol se subdivide políticamente en 6 barangayes:
- Agnonoc
- Bunsorán
- Claro M. Recto
- Población
- Hinagumán
- Tubigón

### Clima
| Parámetros climáticos promedio de Ferrol, Romblón | Parámetros climáticos promedio de Ferrol, Romblón | Parámetros climáticos promedio de Ferrol, Romblón | Parámetros climáticos promedio de Ferrol, Romblón | Parámetros climáticos promedio de Ferrol, Romblón | Parámetros climáticos promedio de Ferrol, Romblón | Parámetros climáticos promedio de Ferrol, Romblón | Parámetros climáticos promedio de Ferrol, Romblón | Parámetros climáticos promedio de Ferrol, Romblón | Parámetros climáticos promedio de Ferrol, Romblón | Parámetros climáticos promedio de Ferrol, Romblón | Parámetros climáticos promedio de Ferrol, Romblón | Parámetros climáticos promedio de Ferrol, Romblón | Parámetros climáticos promedio de Ferrol, Romblón |
| Mes                                               | Ene.                                              | Feb.                                              | Mar.                                              | Abr.                                              | May.                                              | Jun.                                              | Jul.                                              | Ago.                                              | Sep.                                              | Oct.                                              | Nov.                                              | Dic.                                              | Anual                                             |
| ------------------------------------------------- | ------------------------------------------------- | ------------------------------------------------- | ------------------------------------------------- | ------------------------------------------------- | ------------------------------------------------- | ------------------------------------------------- | ------------------------------------------------- | ------------------------------------------------- | ------------------------------------------------- | ------------------------------------------------- | ------------------------------------------------- | ------------------------------------------------- | ------------------------------------------------- |
| Temp. máx. media (°C)                             | 28                                                | 29                                                | 30                                                | 31                                                | 31                                                | 30                                                | 29                                                | 29                                                | 29                                                | 29                                                | 29                                                | 28                                                | 29.3                                              |
| Temp. mín. media (°C)                             | 21                                                | 21                                                | 22                                                | 23                                                | 25                                                | 25                                                | 25                                                | 25                                                | 25                                                | 24                                                | 23                                                | 22                                                | 23.4                                              |
| Precipitación total (mm)                          | 31                                                | 20                                                | 25                                                | 39                                                | 152                                               | 269                                               | 314                                               | 285                                               | 303                                               | 208                                               | 95                                                | 70                                                | 1811                                              |
| Días de lluvias (≥ 1 mm)                          | 9.5                                               | 7.1                                               | 9.0                                               | 11.3                                              | 21.0                                              | 25.7                                              | 28.1                                              | 26.5                                              | 27.3                                              | 24.6                                              | 16.5                                              | 12.1                                              | 218.7                                             |
| Fuente: Meteoblue                                 |                                                   |                                                   |                                                   |                                                   |                                                   |                                                   |                                                   |                                                   |                                                   |                                                   |                                                   |                                                   |                                                   |

## Economía
Ferrol tiene el nivel más alto de producción de vegetales en Romblón. La ganadería y el cultivo de arroz también están presentes en las zonas costeras, que son principalmente para consumo doméstico y se cultivan a pequeña escala. Entre otras actividades económicas se incluyen la producción de copra, la piscicultura, la fabricación y venta al por menor de productos agrícolas y el turismo. La cooperativa Tablas Island Electric suministra electricidad al 41,78% de los hogares de Ferrol.
Los servicios de telefonía fija y móvil de PLDT, Smart y Globe ya están disponibles en Ferrol. La ciudad está conectada con Odiongán y otros municipios cercanos a través de la carretera circunferencial de Tablas. Los triciclos son el medio más común de transporte terrestre. Un puerto en Barangay Agnocnoc abastece a los barcos de pesca y viajes intraprovinciales.

## Atracciones turísticas y transporte

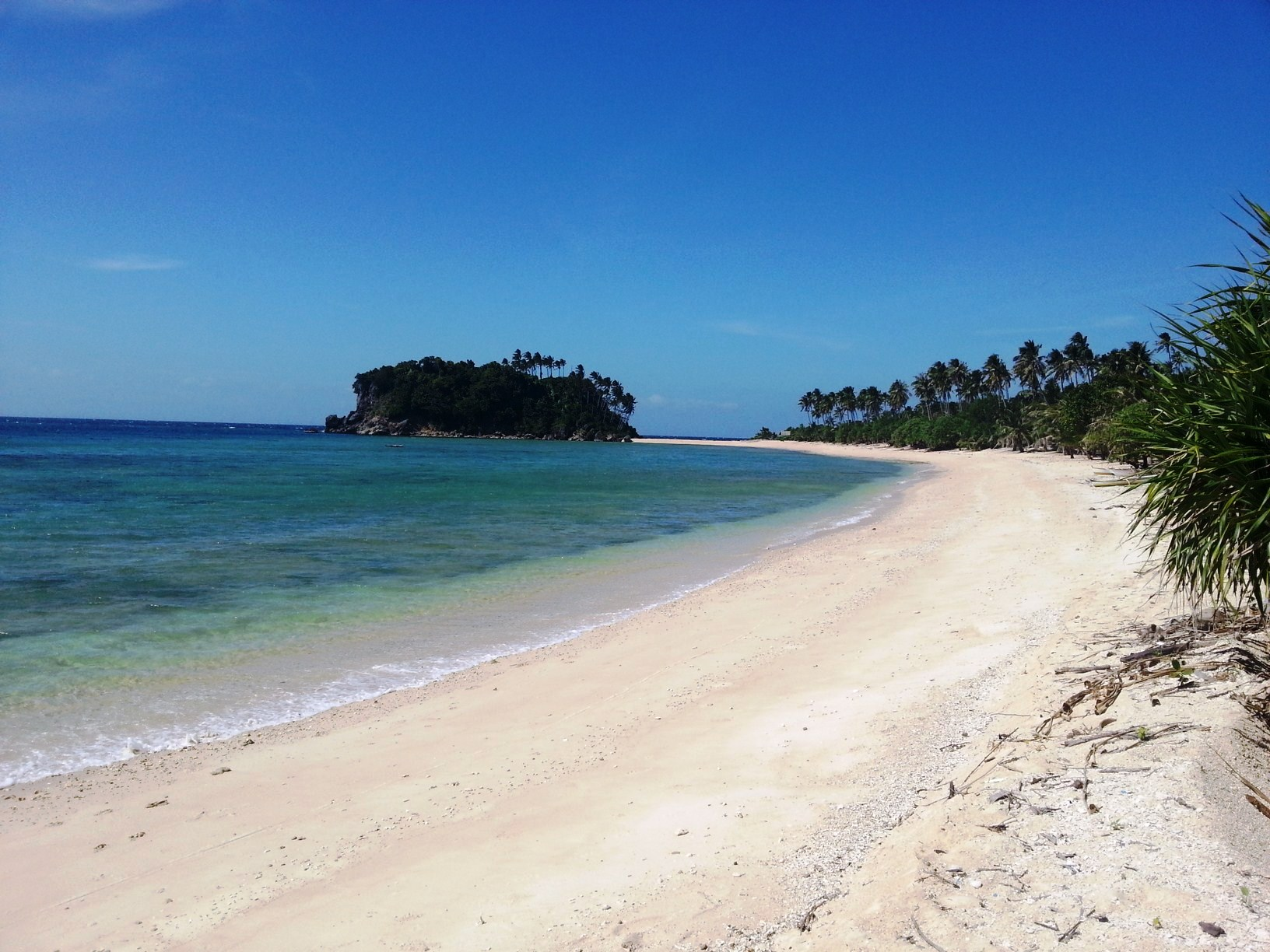
Playa de Binucot

Las playas más cercanas a Ferrol son las de Binucot, Atabay y Guin-awayan, así como las cuevas de Mabaho y Burobintana. Se puede acceder a la ciudad a través de Odiongán por medio de buques ro-ro desde la ciudad de Batangas o Roxas, en Mindoro Oriental. También es accesible a través del aeropuerto de Tugdan en la ciudad de Alcántara, donde Cebu Pacific opera vuelos desde Manila cuatro veces por semana.